# Madly (film, 2016)
Pour le film de 1970, voir Madly.
Pour plus de détails, voir Fiche technique et Distribution.
Madly est un film américain réalisé par Bat for Lashes, Gael García Bernal, Anurag Kashyap, Sebastián Silva, Sion Sono et Mia Wasikowska, sorti en 2016.

## Synopsis
Six réalisateurs ont filmés six histoires sur l'amour dans six villes différentes.

## Fiche technique
- Titre : Madly
- Réalisation : 
  - I Do : Bat for Lashes
  - Love of My Life : Gael García Bernal
  - Clean Shaven : Anurag Kashyap
  - Dance Dance Dance : Sebastián Silva
  - Love of Love : Sion Sono
  - Afterbirth : Mia Wasikowska
- Scénario : Bat for Lashes, Mariana Chaud, Gael García Bernal, Anurag Kashyap, Sebastián Silva, Sion Sono et Mia Wasikowska
- Musique : Danny Bensi et Saunder Jurriaans
- Photographie : Stefan Duscio, Julián Ledesma et Chloë Thomson
- Montage : Mat Evans, Ian Jacobs, Prerna Saigal, Arttu Salmi et Sofía Subercaseaux
- Production : Eric Mahoney
- Société de production : Cowboy Films, Diroriro, Django Film, Nikkatsu, Phantom Films, Rei Cine et Scarlett Pictures
- Pays :  États-Unis,  Royaume-Uni,  Inde,  Australie,  Argentine et  Japon
- Genre : Drame et romance
- Durée : 106 minutes
- Dates de sortie : 
  -  États-Unis : 14 avril 2016 (Festival du film de Tribeca)

## Distribution
Segment I Do
- Zoë Castle : Maddy
- Tamsin Topolski : la mariée
- Joe Dempsie

Segment Love of My Life
- Justina Bustos : elle
- Pablo Seijo : lui
- Mariana Chaud

Segment Clean Shaven
- Radhika Apte : Archana
- Adarsh Gourav : Allwyn
- Satyadeep Misra : Sudhir

Sgement Dance Dance Dance
- Lex Santos : Rio

Segment Love of Love
- Mariko Tsutsui : Eiko, la mère
- Tarō Suwa : Masahito, le père
- Yuki Sakurai : Sayaka, la grande sœur
- Ami Tomite : Mio, la petite sœur

Segment Afterbirth
- Kathryn Beck : la femme

## Distinctions
Le film remporté le prix de la meilleure actrice dans la section Film de fiction international au Festival du film de Tribeca 2016 pour Radhika Apte (segment Clean Shaven).